# Mister Twister (film 1963)
Mister Twister (ros. Мистер Твистер) – radziecki film animowany z 1963 roku w reżyserii Anatolija Karanowicza powstały na podstawie utworu Samuiła Marszaka o tym samym tytule.
Film wchodzi w skład serii płyt DVD Animowana propaganda radziecka (cz. 1: Amerykańscy Imperialiści).

## Fabuła
Amerykański milioner Twister wyjeżdża wraz z żoną i córką do Leningradu. Mister Twister jest wrogo nastawiony do innych ras niż biała. Cechuje go rasizm i ksenofobia, dlatego też nie chce zatrzymać się w hotelu, w którym przebywają Murzyni. Konsjerż postanawia dać mu nauczkę.

## Animatorzy
Giennadij Sokolski, Jurij Norsztejn, Jurij Klepacki